# یواس‌اس هاوس (اف‌اف‌جی-۵۳)
یواس‌اس هاوس (اف‌اف‌جی-۵۳) (به انگلیسی: USS Hawes (FFG-53)) یک ناوچه موشک‌انداز از کلاس اولیور هازارد پری است که طول آن ۴۵۳ فوت (۱۳۸ متر), در کل می‌باشد. این کشتی در سال ۱۹۸۴ ساخته شد و از سال ۱۹۸۵ تا سال ۲۰۱۰ در خدمت نیروی دریایی آمریکا بود.